# Districte de Forcauquier
El Districte de Forcauquier és un districte francès del departament dels Alps de l'Alta Provença, a la regió de Provença-Alps-Costa Blava. Té 13 cantons i 87 municipis. El cap del districte és la sotsprefectura de Forcauquier.

## Cantons
- cantó de Banon ;
- cantó de Forcauquier ;
- cantó de La Mota dau Caire ;
- cantó de Manòsca Nord ;
- cantó de Manòsca Sud-Est ;
- cantó de Manòsca Sud-Oest ;
- cantó de Noguièrs ;
- cantó de Peirueis ;
- cantó de Ralhana ;
- cantó de Sant Estève deis Orgues ;
- cantó de Sisteron ;
- cantó de Turriás ;
- cantó de Volona.